# Рус, Свен
Свен Рус (нидерл. Sven Roes; род. 26 ноября 1999 года) — нидерландский шорт-трекист, участвовал в Олимпийских играх 2022 года, серебряный призёр чемпион Европы 2020 и 2024 годов. В 2020 году окончил колледж Фрисландии в Херенвене и прошёл курс обучения ICT Manager.

## Спортивная карьера
Свен Рус занялся шорт-треком в возрасте 10 лет, и уже через год участвовал в юниорских соревнованиях. В апреле 2011 года на	открытом чемпионате Нидерландов среди юниоров он выиграл на дистанциях 333, 500 и 777 метров и занял 1-е место в общем зачёте. В 2015 году Свен участвовал на национальном чемпионате среди юношей и завоевал серебро в беге на 1500 м и бронзу в беге на 777 м, в итоге занял 4-е место в общем зачёте. 
Через 2 года на очередном чемпионате Нидерландов среди младших юниоров он занял 3-е место в личном многоборье. В марте 2018 года он выиграл чемпионат Нидерландов среди старших юниоров в общем зачёте, одержав победы на всех 3-х дистанциях.
В январе 2019 года на чемпионате Нидерландов занял 3-е место в беге на 1000 м и выиграл суперфинал, что в итоге принесло ему бронзу в общем зачёте многоборья. Следом дебютировал на чемпионате мира среди юниоров в Монреале, где выиграл серебряную медаль в эстафете и занял 6-е место на дистанции 1000 м. В марте выиграл золотую медаль в личном многоборье на юниорском национальном чемпионате. 
В начале января 2020 года Свен победил Дана Бреувсму в общем зачёте на чемпионате Нидерландов, выиграв в беге на 1500 м и взяв 2-е место в беге на 1000 м. Через 2 недели на чемпионате Европы в Дебрецене в составе мужской команды выиграл серебряную медаль в эстафете. В феврале на Кубке мира в Дрездене выиграл первую личную серебряную медаль на дистанции 1500 м и бронзовую в эстафете, а в Дордрехте занял 2-е место в эстафете.
На национальном чемпионате на отдельных дистанциях 13 декабря 2020 года он занял 3-е место в беге на 1500 м и 4-е место в беге на 1000 м. Он не смог принять участие в марте 2021 года на чемпионате мира в Дордрехте после травмы лодыжки на тренировке. В октябре того года на Кубке мира в Пекине вместе с командой выиграл золото в эстафете, но уже в ноябре в Дордрехте на тренировке при падении получил травму лодыжки.
В январе Свен, недавно восстановившийся после травмы квалифицировался на олимпиаду в Пекине. На Олимпийских играх в Пекине в феврале 2022 года Свен Рус участвовал в беге на 1500 м и занял 14-е место, а в эстафете вместе с партнёрами занял 7-е место.

## Личная жизнь
В 2020 году он начал свой собственный бизнес под названием "Сокки", делая и продавая окрашенные носки. Он делает всё в своей квартире в Херенвене. Он увлекается Рэпом и водными лыжами.